# Ямайский черноклювый амазон
Ямайский черноклювый амазон (лат. Amazona agilis) — птица семейства попугаевых.

## Внешний вид
Длина тела 25 см; вес 350 г. Оперение зелёное, низ жёлто-зелёный, затылочные перья с чёрным окаймлением, ушки у многих чёрные. Первостепенные маховые — сине-фиолетовые, малые кроющие — красные; второстепенные маховые — синие. Клюв тёмно-серый, светлее у основания. Участки вокруг глаз и лапы — серые. Самка мельче, малые кроющие крыла более зелёные.

## Распространение
Обитает на Ямайке.

## Образ жизни
Населяют влажные тропические сельвы на высоте 600—1500 м над уровнем моря. Живут небольшими группами, как правило, до 5 птиц. Однако не редки и стаи, численностью до 30 птиц. Питаются плодами, семенами и орехами.

## Размножение
Брачный период начинается в начале января. В кладке 2—3, редко 4, яйца. Насиживание длится примерно 26 дней. Птенцов кормят оба родителя. Примерно через 8 недель молодые покидают гнездо, а полностью самостоятельными они становятся ещё через 4 недели.

## Угрозы и охрана
Находится под угрозой исчезновения из-за обезлесения, браконьерства и хищничества интродуцированных животных (крыс, мангустов), а также эндемичного ямайского питона.